# Claude Ramel
Claude Ramel est un homme politique français né en 1768 à Saint-Galmier (Loire) et décédé le 14 septembre 1831 à Roanne (Loire).
Administrateur du district de Roanne, il est élu député de la Loire au Conseil des Cinq-Cents le 25 germinal an VII. Favorable au coup d'État du 18 Brumaire, il siège au Corps législatif jusqu'en 1803, puis devient directeur des contributions directes dans la Loire.

## Sources
- « Claude Ramel », dans Adolphe Robert et Gaston Cougny, Dictionnaire des parlementaires français, Edgar Bourloton, 1889-1891 [détail de l’édition]